# آمریکانو (فیلم ۲۰۱۱)
آمریکانو (به انگلیسی: Americano) فیلمی محصول سال ۲۰۱۱ و به کارگردانی متیو دومی است. در این فیلم بازیگرانی همچون متیو دومی، سلما هایک، جرالدین چاپلین، کیارا ماسترویانی، کارلوس باردم، ژان-پیر موکی و آندره ویلم ایفای نقش کرده‌اند.